# Корневка
Ко́рневка, Страдык или Штрадик (устар. нем. Stradick) — река в России и Польше, протекает по Багратионовскому району Калининградской области и Варминьско-Мазурскому воеводству. Длина реки — 42 км, площадь водосборного бассейна — 427 км².
Берёт своё начало на территории северной Польши из озера Мартве. Высота истока — 156 м над уровнем моря. На юге Калининградской области протекает по территории Вармийской возвышенности. Течение реки быстрое, русло мелкое, зажатое высокими берегами, местами каменистое с большими валунами. Берега подвергаются подмыву.
Река Корневка течёт в северном направлении, ширина поймы местами составляет 100 метров, глубина — 50 метров. Корневка принимает приток — реку Майскую (длина 29 км) и впадает в реку Прохладную. Ширина реки не превышает 6 метров, а глубина колеблется от 0,3 до 1,2 метра. Дно песчаное, местами покрыто галькой и мелкими камнями, у берегов — илистое.
На территории Польши река называется Страдык, там в неё впадает приток Яжень, связывающий её с озером Глембоцким.

## Данные водного реестра
По данным государственного водного реестра России относится к Балтийскому бассейновому округу, водохозяйственный участок реки — Преголя. Относится к речному бассейну реки Неман и рекам бассейна Балтийского моря (российская часть в Калининградской области).
Код объекта в государственном водном реестре — 01010000212104300010817.